# Carbamazepine
Carbamazepine is een anti-epilepticum; een medicijn dat de verschijnselen van epilepsie onderdrukt. Het wordt ook voorgeschreven in de behandeling van patiënten met een bipolaire stoornis en trigeminusneuralgie. Het exacte werkingsmechanisme is onbekend.
Carbamezepine wordt in Nederland op de markt gebracht onder de namen: carbamazepine, Carbymal® en Tegretol®. Er wordt gewaarschuwd voor mogelijke interactie met verschillende stoffen, waaronder alcohol en spierverslappers. Regelmatige bepaling van de bloedspiegels is aan te raden vanwege beïnvloeding van het metabolisme en serumspiegels van comedicatie (andere anti-epileptica en theofylline).
De stof is opgenomen in de lijst van essentiële geneesmiddelen van de WHO

## Bijwerkingen

### Relevant
- Duizeligheid
- Ataxie (Motorische disfunctionaliteit)
- Slaperigheid, vermoeidheid
- Misselijkheid en braken
- Waan
- Dubbelzien

### Klinisch
- Verhoogd gamma-GT (door enzyminductie)
- Leukopenie

## Interacties
- Carbamazepine veroorzaakt inductie van de leverenzymen (CYP2C9, CYP3A4 en CYP1A2).
- Carbamazepine wordt voornamelijk zelf gemetaboliseerd door CYP3A4.[1]
- Ethanol; heeft een psychotrope werking, waardoor de alcoholtolerantie verlaagd wordt.
- Diuretica; kunnen leiden tot symptomatische hyponatriëmie.
- Enzymremmers; deze kunnen leiden tot verminderde afbraak van carbamezepine, volgend op hogere doses.
- Lithium; samen met metoclopramide en antipsychotica kan het leiden tot versterkte neurologische bijwerkingen.
- MAO-remmers
- Spierverslappers; niet-depolariserende spierrelaxantia worden vaak sneller afgebroken.

## Zwangerschap
Door in de eerste drie maanden van de zwangerschap carbamazepine te gebruiken, wordt het risico op een open rug of gehemeltespleet bij het kind verhoogd. Ook kan het in lichte hoeveelheden in de moedermelk voorkomen, waardoor borstvoeding afgeraden wordt. Sommigen claimen dat het juist goed is, om de afkickverschijnselen te verminderen.

## Contra-indicatie
Dit geneesmiddel niet gebruiken bij:
- overgevoeligheid voor carbamazepine (of verwante geneesmiddelen), of een ander bestanddeel uit de tabletten.
- bepaalde geleidingsstoornissen in het hart (AV-blok)
- patiënten die ooit last hebben gehad van beenmergdepressie (verminderde functie van het beenmerg) of van acute, met tussenpozen verschijnende porfyrie (erfelijke stoornis in de opbouw van de rode bloedkleurstof hemoglobine)